# Jacques Bousquet
Pour les articles homonymes, voir Bousquet.
Paul Henri Jacques Bousquet est un acteur, réalisateur, compositeur, dramaturge, dialoguiste et scénariste français, né le 24 janvier 1883 dans le 9e arrondissement de Paris, ville où il est mort le 17 novembre 1939 à l'hôpital de la Salpêtrière dans le 13e arrondissement. 

## Filmographie

### Comme réalisateur
- 1925 : Der Tänzer meiner Frau d'Alexander Korda
- 1925 : Chouchou poids plume de Gaston Ravel, d'après la pièce d'Alex Madis et de Jacques Bousquet
- 1930 : L'amour chante de Robert Florey
- 1930 : El amor solfeando d'Armand Guerra
- 1930 : Komm' zu mir zum Rendezvous de Carl Boese
- 1932 : Le Champion du régiment d'Henry Wulschleger
- 1932 : Chouchou poids plume de Robert Bibal, d'après la pièce d'Alex Madis et de Jacques Bousquet
- 1933 : Mannequins de René Hervil (auteur et livret de Jacques Bousquet et d'Henri Falk)

### Comme scénariste
- 1927 : Paris-New York-Paris de Robert Péguy
- 1930 : Cendrillon de Paris de Jean Hémard
- 1931 : Mam'zelle Nitouche de Marc Allégret
- 1931 : Figuration d'Antonin Bideau
- 1932 : Aux urnes, citoyens ! de Jean Hémard
- 1932 : Chouchou poids plume de Robert Bibal, d'après la pièce d'Alex Madis et de Jacques Bousquet
- 1932 : Simone est comme ça de Karl Anton, coscénarisé avec Yves Mirande
- 1932 : Un homme heureux d'Antonin Bideau
- 1933 : Idylle au Caire de Reinhold Schünzel et Claude Heymann
- 1933 : Mannequins de René Hervil, d'après son œuvre
- 1934 : La Cinquième Empreinte de Karl Anton
- 1934 : Nuit de mai de Gustav Ucicky et Henri Chomette
- 1934 : Dédé de René Guissart
- 1935 : L'Ange du foyer de Léon Mathot
- 1938 : Un fichu métier de Pierre-Jean Ducis

### Comme dialoguiste
- 1930 : L'amour chante de Robert Florey d'après son œuvre
- 1932 : Aux urnes, citoyens ! de Jean Hémard
- 1932 : Chouchou poids plume de Robert Bibal, d'après la pièce d'Alex Madis et de Jacques Bousquet
- 1932 : Un homme heureux d'Antonin Bideau
- 1933 : Idylle au Caire de Reinhold Schünzel et Claude Heymann
- 1933 : La Guerre des valses de Ludwig Berger
- 1933 : Mannequins de René Hervil
- 1934 : Dédé de René Guissart
- 1935 : Stradivarius de Geza von Bolvary et Albert Valentin
- 1936 : Martha de Karl Anton

### Comme acteur
- 1920 : Le Secret d'Alta Rocca d'André Liabel
- 1932 : Aux urnes, citoyens ! de Jean Hémard
- 1932 : Un homme heureux d'Antonin Bideau
- 1936 : Sous les yeux d'Occident (ou Razumov) de Marc Allégret
- 1936 : Les Jumeaux de Brighton de Claude Heymann : l'oncle
- 1937 : Paris de Jean Choux

## Œuvres lyriques
- 1910 : Bigre ! revue en 4 tableaux de Rip et Jacques Bousquet, Théâtre Femina, 7 juin.
- 1912 : La Revue de l'Année, de Rip et Jacques Bousquet, à l'Olympia[3],[4].
- 1913 : Eh ! Eh ! revue en 2 actes de Rip et Jacques Bousquet, au théâtre Fémina, 5 aout[5].
- 1914 : Très moutarde revue de Rip et Jacques Bousquet, Théâtre Femina, 3 avril
- 24/10/1919 : Maggie de Marcel Lattès, lyrics de Jacques Bousquet, livret de Guy Bourrée, adaptation en anglais par Fred Thompson (création en anglais à Londres, Oxford Theatre ; opérette non-représentée en France)
- 15/02/1921 : Nelly de Marcel Lattès, nouvelle version de Maggie pré-citée, lyrics de Jacques Bousquet, livret de Henri Falk, avec Denise Grey, Félix Oudart (Théâtre de la Gaîté-Lyrique)
- 1924 : Gosse de riche, comédie musicale en trois actes, livret Jacques Bousquet et Henri Falk, musique Maurice Yvain, Théâtre Daunou
- 1926 : À Paris tous les deux, opérette féerique en 3 actes et 6 tableaux, livret de Jacques Bousquet, Comédie des Champs-Élysées
- 1929 : Jean V, comédie musicale en 3 actes, livret de Jacques Bousquet, Henri Falk et André Barde
- 1933 : musique du film Caprice de princesse de Karl Hartl, Henri-Georges Clouzot
- 1933 : Mannequins de René Hervil, livret de Jacques Bousquet
- 1935 : Les Joies du Capitole de Raoul Moretti, livret de Jacques Bousquet, musique d'Albert Willemetz; Théâtre de la Madeleine, Paris, 25 février 1935